# Абдул Хади Аргандивал
Абдул Хади Аргандивал (пушту عبدالهادي ارغنديوال‎; род. 1952, Кабул) — афганский политик, министр экономики Афганистана (2020—2021)
. Председатель Исламской партии Афганистана.
Родился в 1952 году в Кабуле. Получил степень бакалавра экономики, в 1977 году работал в министерстве планирования, затем проживал в США. Затем вернулся на родину, а после начала гражданской войны бежал в Пакистан.
В 1996 году занимал пост министра финансов. Также занимал пост советника Хамида Карзая по делам общин.